# Coelaenomenodera abnormis
Coelaenomenodera abnormis is een keversoort uit de familie bladkevers (Chrysomelidae). De wetenschappelijke naam van de soort werd in 1897 gepubliceerd door Léon Marc Herminie Fairmaire.